# Kamil Kendzhayev
Kamil Kendzhayev (født 1939 i Ordzhonikidze, Tajikistan, Rusland) er en usbekisk/russisk komponist.
Kenzhayev studerede komposition på Tashkent Musikonservatorium i Usbekistan, hvor han slog sig ned fra sin studietid.
Han har skrevet en symfoni, orkesterværker, operaer, kammermusik, korværker og instrumental værker for mange instrumenter etc.

## Udvalgte værker
- Lyrisk Symfoni "Til minde om  S. Ayny" (1965) - for orkester
- Ungdoms Overture (1976) - for orkester